# 2-я флотилия подводных лодок кригсмарине
2-я флотилия подводных лодок кригсмарине — подразделение военно-морского флота нацистской Германии.

## История
Через год после флотилии «Веддиген» была создана флотилия подводных лодок «Зальцведель», названная в честь известного подводника Первой мировой войны оберлейтенанта цур зее Райнхольда Зальцведеля, который совершил 22 похода на различных подводных лодках, потопивших под его командованием 111 кораблей суммарным тоннажом 172 262 брт. В отличие от первой флотилии, «Зальцведель» предназначалась для осуществления дальних операций. В её состав вошли как обе большие лодки типа I, так и первые представители типа VII. Во время гражданской войны в Испании лодки флотилии «Зальцведель» совершали боевые походы в Средиземное море с целью поддержки испанских националистов. В одном из этих походов U-34 потопила субмарину испанских республиканцев испанскую субмарину C-3, что стало первой победой подводного флота Третьего рейха. В дальнейшем флотилия оснащалась в основном большими подводными лодками дальнего действия типа IX для выполнения дальних походов. Впоследствии, когда 2-я флотилия стала всё больше втягиваться в Битву за Атлантику, большими лодками оснастили 10-ю и 12-ю флотилии.

## Состав

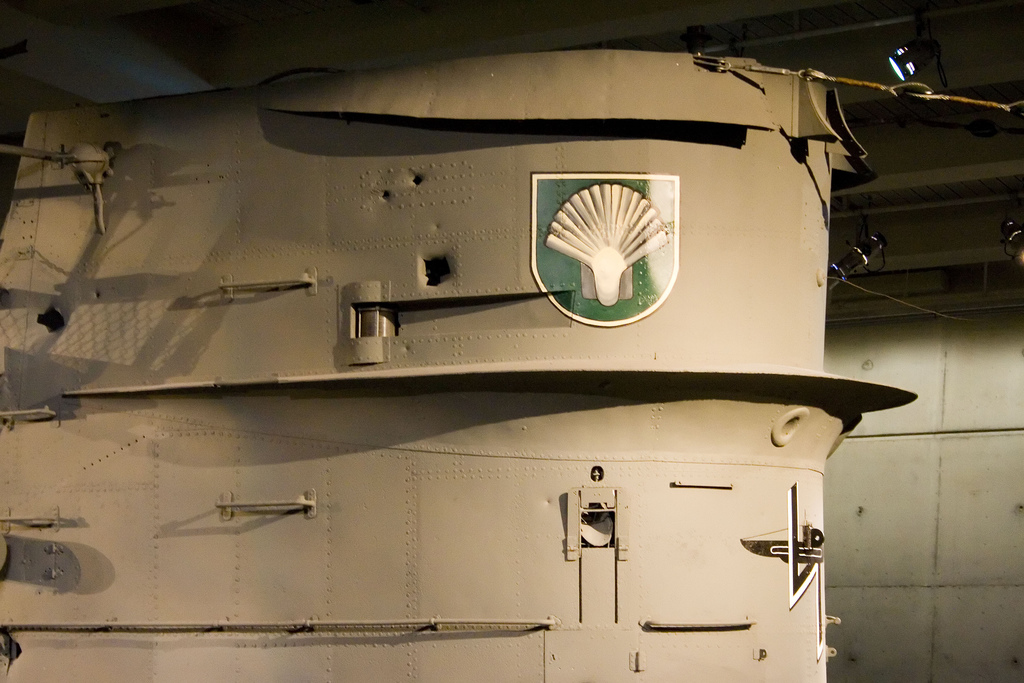
Музейная U-505. Сверху эмблема лодки, снизу (под волноотбойным козырьком) — эмблема 2-й флотилии

В разные годы через 2-ю флотилию прошла 91 подводная лодка, в том числе
| Тип       | Количество |
| --------- | ---------- |
| I-A       | 2          |
| VII-A     | 10         |
| VII-C     | 2          |
| IX (IX-A) | 5          |
| IX-B      | 14         |
| IX-C      | 27         |
| IX-C/40   | 28         |
| X-B       | 2          |
| U-A       | 1          |
| O-21      | 1          |

## Командиры
| Время                        | Командующий флотилией             |
| ---------------------------- | --------------------------------- |
| сентябрь 1936 — июль 1937    | фрегаттен-капитан Вернер Шеер     |
| октябрь 1937 — сентябрь 1939 | корветтен-капитан Ганс Иббекен    |
| январь 1940 — май 1940       | корветтен-капитан Вернер Хартманн |
| май 1940 — июль 1941         | корветтен-капитан Гейнц Фишер     |
| август 1941 — январь 1943    | корветтен-капитан Виктор Шютце    |
| январь 1943 — октябрь 1944   | фрегаттен-капитан Эрнст Кальс     |